# Villers-Rotin
Villers-Rotin é uma comuna francesa na região administrativa da Borgonha-Franco-Condado, no departamento de Côte-d'Or.
Estende-se por uma área de 3,15 km². Em 2010 a comuna tinha 132 habitantes (densidade: 41,9 hab./km²).